# Макмечин (Западна Вирџинија)
Макмечин (енгл. McMechen) град је у америчкој савезној држави Западна Вирџинија.

## Демографија
По попису из 2010. године број становника је 1.926, што је 11 (-0,6%) становника мање него 2000. године.
| Група             | 2000.         | 2010.         |
| Белци             | 1.902 (98,2%) | 1.870 (97,1%) |
| Афроамериканци    | 7 (0,4%)      | 19 (1,0%)     |
| Азијати           | 2 (0,1%)      | 4 (0,2%)      |
| Хиспаноамериканци | 8 (0,4%)      | 20 (1,0%)     |
| Укупно            | 1.937         | 1.926         |